# Sky Pilot Mountain (British Columbia)
Der Sky Pilot Mountain ist ein 2031 m hoher Berg mit einer Schartenhöhe von 1236 m im Südwesten der kanadischen Provinz British Columbia, im Squamish-Lillooet Regional District.

## Geographie
Der Sky Pilot Mountain ist der höchste Berg der Britannia Range in den Coast Mountains. Er wird manchmal als höchster Berg der North Shore Mountains im Gebiet von Vancouver angesehen. Er bildet die Basis für die Sky Pilot Group, ein bei Bergsteigern beliebtes Gebiet, zu dem auch die nahegelegenen felsigen Gipfel wie die des Co-Pilot Mountain (1881 m), des Ledge Mountain (1964 m), des Mount Sheer (1752 m) und des Ben Lomond (1654 m) gehören. Der nächsthöhere Berg ist der Mamquam Mountain (2588 m).

## Geschichte
Bei verschiedenen Unfällen starben 2014 zwei Personen am Stadium Glacier unterhalb des Sky Pilot. Eine weitere Person kam 2017 beim Klettern ums Leben. Seit der Eröffnung der Sea to Sky Gondola 2014 ist die Besucherzahl in dem Gebiet stark angewachsen.
Der Berg und der nahe dem Desolation Sound gelegene Sky Pilot Rock sind nach dem Boot Sky Pilot der Mission der United Church benannt.:248

## Klima
In Bezug auf die Klimaklassifikation nach Köppen und Geiger herrscht am Sky Pilot Mountain ein Westseiten-Seeklima. Die meisten Wetterfronten stammen vom Pazifik und bewegen sich ostwärts auf die Coast Mountains zu, wo sie durch die Berge zum  Aufsteigen (Windstau) gezwungen werden, was wiederum dazu führt, dass die enthaltene Feuchtigkeit in Form von Regen oder Schnee abgegeben wird. Im Ergebnis führt das zu hohen Niederschlägen in den Coast Mountains, insbesondere zu starken Schneefällen im Winter. Die Temperaturen können unter −20 °C fallen, unter Berücksichtigung von Windchill-Einfluss unter −30 °C. Die Monate Juli bis September bieten die besten Wetterbedingungen für einen Aufstieg.

## Galerie

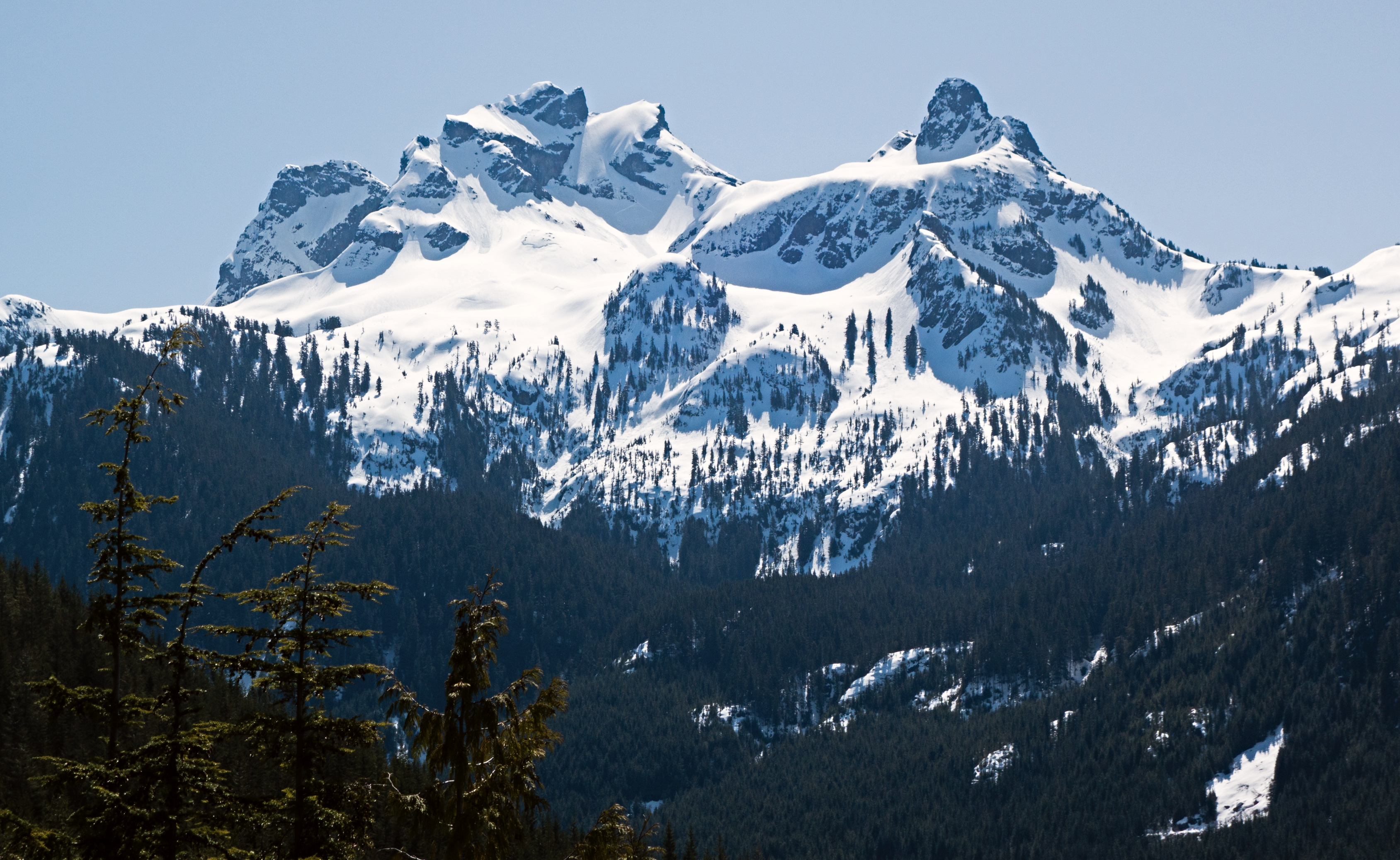
Sky Pilot Mountain und The Copilot (rechts)
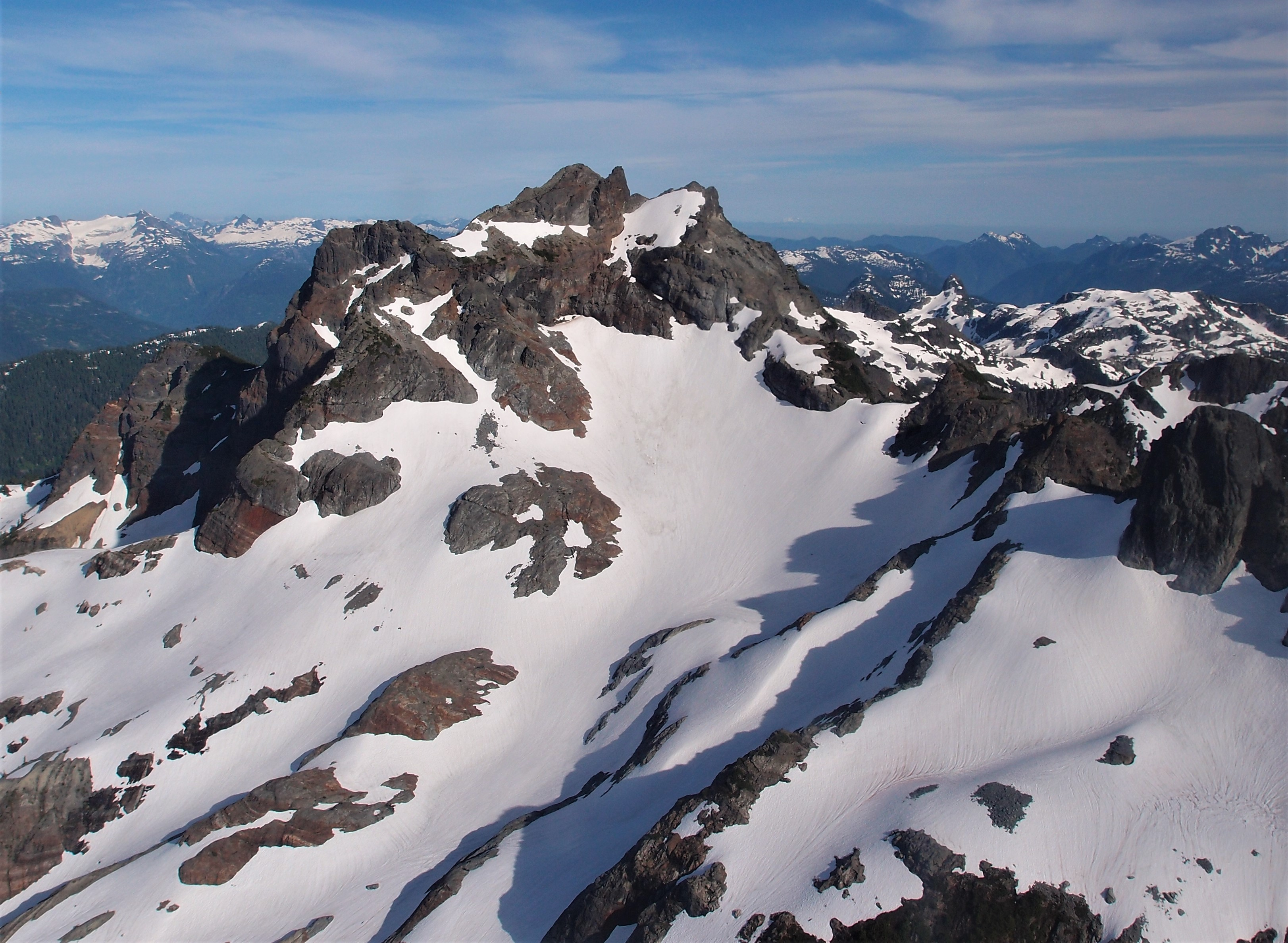
Nordwestansicht im Luftbild
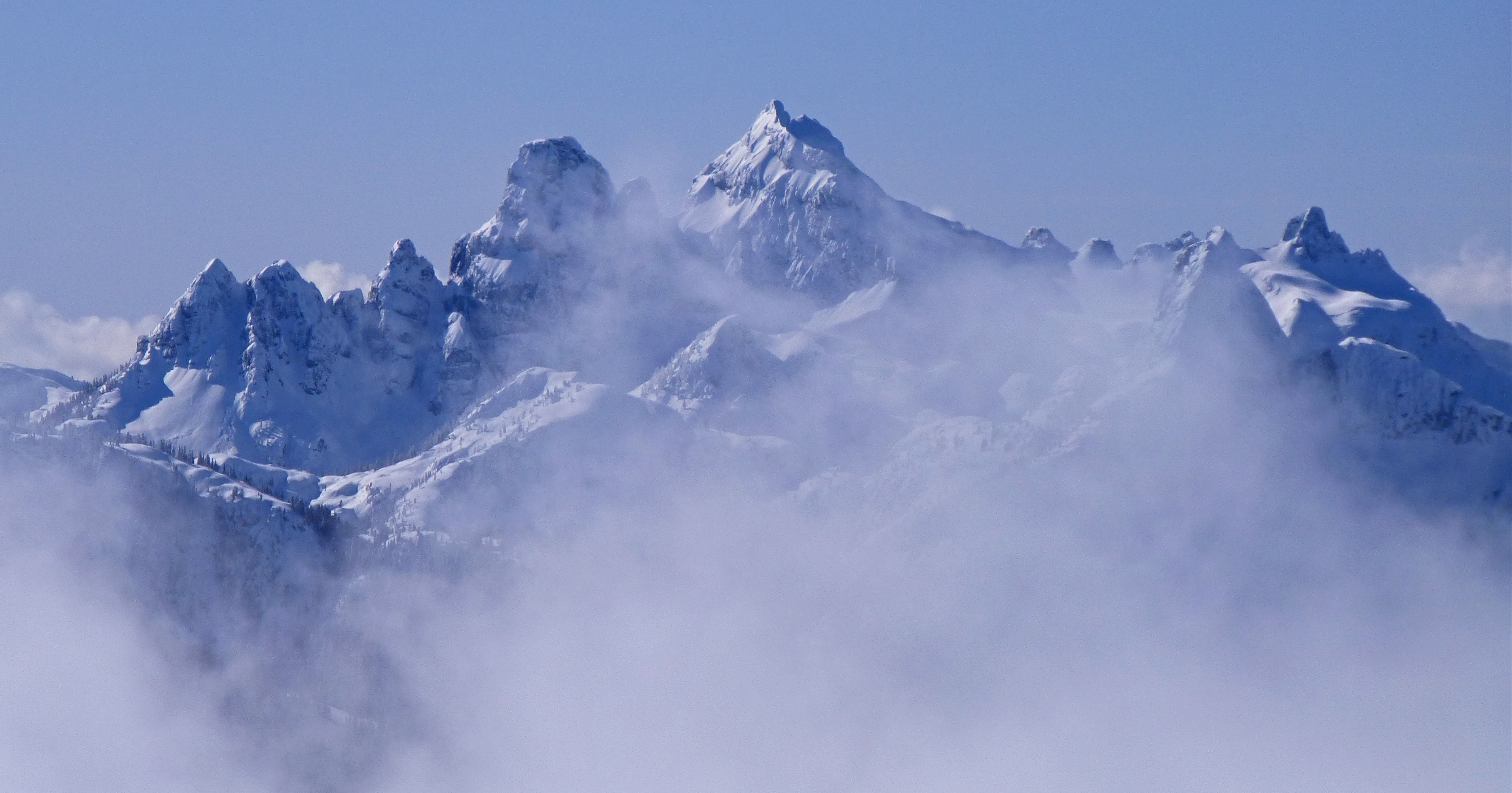
Nordansicht
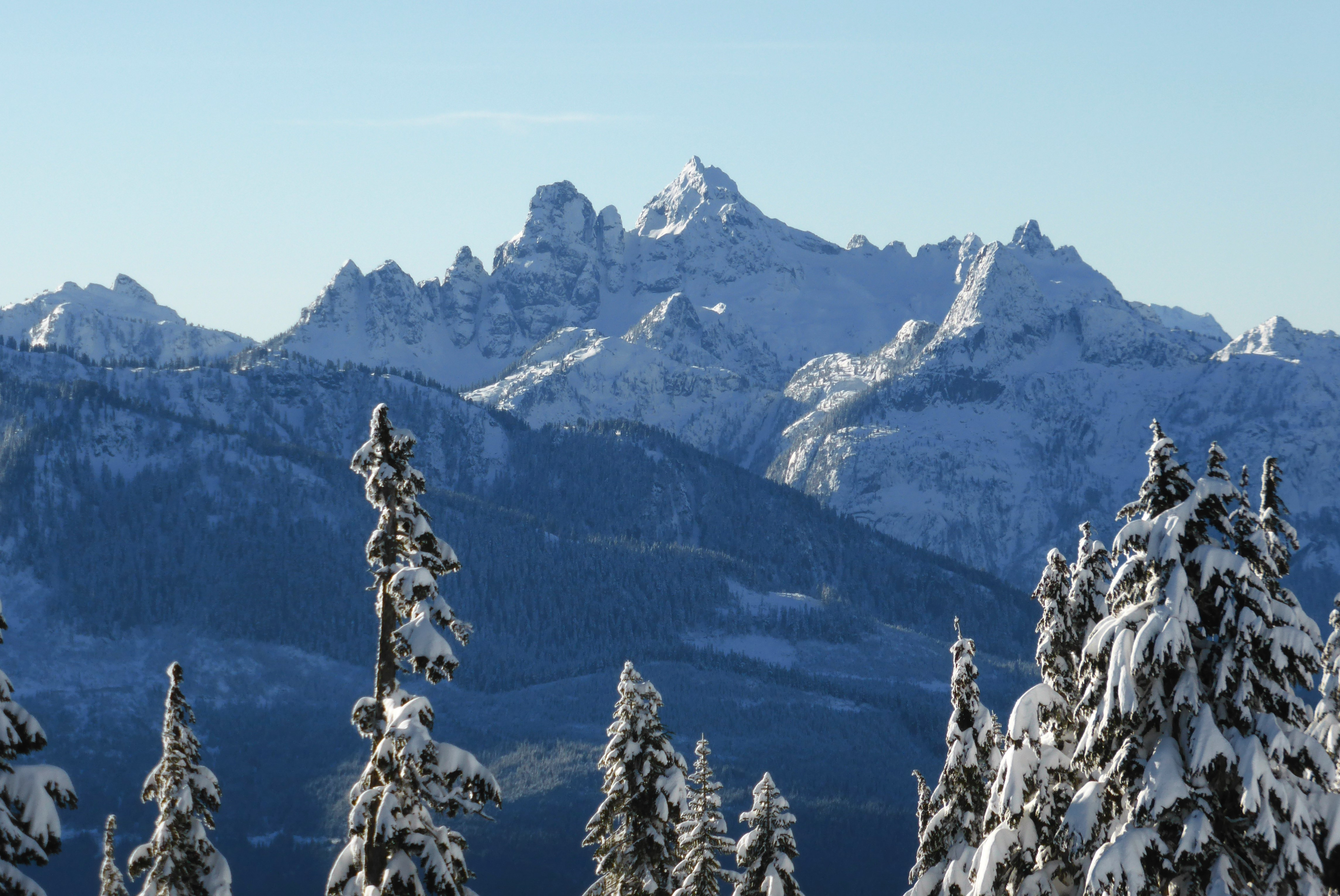
Nordansicht